# Marías (Aguada)
Marías es un barrio ubicado en el municipio de Aguada en el estado libre asociado de Puerto Rico. En el Censo de 2010 tenía una población de 1997 habitantes y una densidad poblacional de 450,64 personas por km².

## Geografía
Marías se encuentra ubicado en las coordenadas 18°21′34″N 67°8′18″O / 18.35944, -67.13833. Según la Oficina del Censo de los Estados Unidos, Marías tiene una superficie total de 4.43 km², de la cual 4.43 km² corresponden a tierra firme.

## Demografía
Según el censo de 2010, había 1997 personas residiendo en Marías. La densidad de población era de 450,64 hab./km². De los 1997 habitantes, Marías estaba compuesto por el 90.24% blancos, el 2.25% eran afroamericanos, el 0.2% eran amerindios, el 0.05% eran asiáticos, el 5.71% eran de otras razas y el 1.55% pertenecían a dos o más razas. Del total de la población el 99.65% eran hispanos o latinos de cualquier raza.